# Julian Draxler
Julian Draxler (ur. 20 września 1993 w Gladbeck) – niemiecki piłkarz występujący na pozycji pomocnika w katarskim klubie Al Ahli oraz w reprezentacji Niemiec. 
Złoty medalista Mistrzostw Świata 2014 i Pucharu Konfederacji 2017. Uczestnik Mistrzostw Europy 2016 i Mistrzostw Świata 2018.

## Kariera klubowa
Draxler pochodzi z Gladbeck, a piłkarską karierę rozpoczynał jako kilkulatek w BV Rentfort i SSV Buer. Od 2001 trenuje w FC Schalke 04, gdzie przechodził przez wszystkie szczeble drużyn juniorskich. W Bundeslidze po raz pierwszy zagrał 15 stycznia w meczu z Hamburger SV, jako jeden z najmłodszych debiutantów w historii rozgrywek. Pierwszą bramkę strzelił 1 kwietnia tego samego roku w spotkaniu z FC St. Pauli. Z Schalke w 2011 zdobył Puchar Niemiec, strzelił pierwszą bramkę w wygranym 5:0 finale z MSV Duisburg. W sierpniu 2015 podpisał ważny do 2020 kontrakt z VfL Wolfsburg. W styczniu 2017 podpisał czteroipółletni kontrakt z Paris Saint-Germain.
18 września 2023 został ogłoszony piłkarzem Al Ahli, z którym podpisał dwuletni kontrakt, do 30 czerwca 2025. W katarskim klubie zadebiutował 23 września w przegranym 3:1 meczu z Umm-Salal. Pierwsze dwie bramki zdobył 21 października w swoim trzecim meczu dla Al Ahli przeciwko Qatar SC. 

## Kariera reprezentacyjna
Draxler ma w dorobku występy w reprezentacji Niemiec U-18 oraz U-21. Z kolei 26 maja 2012 zadebiutował w dorosłej reprezentacji w przegranym 3:5 towarzyskim meczu ze Szwajcarią. W Pucharze Konfederacji 2017 w Rosji jako kapitan reprezentacji poprowadził drużynę do zwycięstwa.

## Sukcesy

### FC Schalke 04
- Puchar Niemiec: 2010/2011
- Superpuchar Niemiec: 2011

### Paris Saint-Germain
- Mistrzostwo Francji: 2017/2018, 2018/2019, 2019/2020, 2021/2022
- Puchar Francji: 2016/2017, 2017/2018, 2019/2020, 2020/2021
- Puchar Ligi Francuskiej: 2016/2017, 2017/2018, 2018/2019
- Superpuchar Francji: 2017, 2020

### SL Benfica
- Mistrzostwo Portugalii: 2022/2023

### Reprezentacyjne
- Mistrzostwo świata: 2014
- Puchar Konfederacji: 2017

### Wyróżnienia
- Medal Fritza Waltera: Złoto w 2011 (U-18)[a]
- Złota Piłka dla najlepszego piłkarza Pucharu Konfederacji 2017[6]

## Odznaczenia
- Srebrny Liść Laurowy (2014)[7]